# Polycyrtus trichromus
Polycyrtus trichromus är en stekelart som först beskrevs av Maximilian Spinola 1851.  Polycyrtus trichromus ingår i släktet Polycyrtus och familjen brokparasitsteklar. Inga underarter finns listade i Catalogue of Life.